# Notopleura multinervia
Notopleura multinervia är en måreväxtart som beskrevs av Charlotte M. Taylor. Notopleura multinervia ingår i släktet Notopleura och familjen måreväxter. Inga underarter finns listade i Catalogue of Life.